# Eric P. Newman
Eric Pfeiffer Newman (25 mai 1911 - 15 novembre 2017) était un numismate américain,. Il a écrit plusieurs ouvrages sur les premières pièces de monnaie américaines et les billets de banque considérés comme la norme sur leur sujet, ainsi que des centaines d'articles. Newman a vendu ses pièces aux enchères en 2013-2014 pour plus de 70 millions de dollars et a utilisé la majeure partie de cet argent pour financer la Newman Numismatic Education Society et son portail Newman Numismatic afin de rendre la littérature et les images de la numismatique, en particulier de la numismatique américaine, accessibles à tous gratuitement et pour toujours,,.

## Jeunesse
Newman est né de Samuel Elijah et Rose (Pfeiffer) Newman à Saint-Louis, au Missouri. Son intérêt pour les pièces de monnaie a commencé à l'âge de sept ans lorsque son grand-père lui a donné un Indian Head cent de 1859. À l'âge de dix ans, il rendait visite au magasin de pièces de Burdette Johnson (en) toutes les deux semaines ; Johnson est devenu son ami et son mentor.

## Éducation et carrière
Newman a obtenu une licence en sciences du Massachusetts Institute of Technology (MIT) en 1932 et un Juris Doctor de l'université Washington à Saint-Louis en 1935. Trois ans plus tard, il est devenu vice-président de la Société numismatique du Missouri. En 1939, il est nommé secrétaire-trésorier de la Central States Numismatics Society. Il a ensuite pratiqué le droit jusqu'en 1943. L'année suivante, il est engagé par les magasins Edison Brothers, dont il devient vice-président exécutif en 1968, avant de prendre sa retraite en 1987.
Pendant ses études au MIT, Newman fait un peu connaissance avec Edward Howland Robinson Green, lui-même collectionneur de pièces. Newman et d'autres étudiants ont pu utiliser la station de radio privée de Green à Round Hill, au Massachusetts, pour suivre la première expédition en Antarctique du contre-amiral Richard E. Byrd (1928-1930). Après la mort de Green en 1936, Newman a recueilli 600 dollars auprès de sa famille et a acheté quelques billets de banque de la succession. Après en avoir parlé à Burdette Johnson, ce dernier a mis l'argent de côté pour acheter la plus grande partie de la collection de Green, y compris les cinq seuls pièces de 5 cents Liberty Head de 1913. La pièce préférée de Newman, cependant, était un motif unique en or de 1792 qui, selon lui, appartenait à George Washington,.

## Vie personnelle et héritage
Newman épouse Evelyn Edison le 29 novembre 1939. Ils ont eu deux enfants. Les Newman soutiennent divers efforts philanthropiques, notamment la recherche médicale, l'université et les affaires culturelles de Saint-Louis. En 2003, les Newman ont fait don de deux millions de dollars à l'université Washington à St. Louis pour créer le Newman Money Museum, situé dans le Mildred Lane Kemper Art Museum (en). Ce musée a ouvert ses portes en 2006 et a exposé une partie de la collection de Newman à tour de rôle. Ils ont également créé le centre d'éducation Eric P. Newman à la faculté de médecine de l'université Washington et mis en place de nombreuses chaires et bourses d'études. Evelyn Newman est décédée le 1er septembre 2015 à l'âge de 95 ans.
Newman a écrit plus de treize livres numismatiques. Il est connu pour son étude pionnière The Early Paper Money of America (1967), qui reste l'ouvrage de référence sur le sujet et qui en est à sa cinquième édition. Parmi les autres ouvrages écrits, citons The 1776 Continental Currency Coinage : Varieties of the Fugio Cent (1952), The Fantastic 1804 Dollar (1962) et U.S. Coin Scales and Counterfeit Coin Detectors (2000). Newman est décédé le 15 novembre 2017 à l'âge de 106 ans.

## Prix et honneurs
Parmi ses nombreuses distinctions, on peut citer la médaille Archer M. Huntington (la plus haute distinction de l'American Numismatic Society) en 1978, et la médaille de la Royal Numismatic Society en 1991. L'American Numismatic Association l'a intronisé dans son Hall of Fame en 1986 et l'a nommé Numismatist of the Year en 1996. L'American Numismatic Society lui a commandé un portrait en bas relief qui lui a été présenté lors de la célébration de son 100e anniversaire,.